# Astérix aux Jeux olympiques
Cet article concerne l'album de bande dessinée. Pour le film, voir Astérix aux Jeux olympiques (film). Pour le jeu vidéo, voir Astérix aux Jeux olympiques (jeu vidéo).
Astérix aux Jeux olympiques est le douzième album de la bande dessinée Astérix, publié en 1968, scénarisé par René Goscinny et dessiné par Albert Uderzo.
Il a été pré-publié dans le journal Pilote du no 434 (15 février 1968) au no 455 (25 juillet 1968), en concomitance avec les Jeux olympiques de 1968 de Grenoble et de Mexico.

## Résumé
Après avoir croisé Claudius Cornedurus, un légionnaire sélectionné pour participer aux prochains Jeux olympiques, Astérix et Obélix décident d'y participer eux aussi en qualité de sujets romains — les seuls étrangers admis aux jeux. Pour les soutenir, les hommes du village décident de les accompagner à Olympie.
Partis pour la Grèce sur un bateau loué où ils doivent ramer eux-mêmes, les Gaulois croisent les pirates — qui préfèrent couler eux-mêmes leur navire avant que les Gaulois ne les attaquent — puis débarquent au Pirée, port d'Athènes, où ils sont accueillis par un guide, Mixomatos, qui leur fait visiter Athènes et l'Acropole.
Une fois à Olympie, Astérix et Obélix démoralisent les athlètes romains par leur comportement désinvolte et par la force qu'ils tirent de leur potion magique. Ils semblent donc avoir gagné d'avance. Cependant, leur espoir de remporter les Jeux haut la main s'écroule quand ils ont connaissance de l'interdiction d'utiliser tout produit dopant : ils ne peuvent plus par conséquent faire usage de la potion magique. Refusant d'abandonner, Astérix n'a d'autre choix que de représenter la Gaule seul, sans Obélix désormais disqualifié, et sans potion magique.
Les Jeux olympiques commencent, et les Grecs remportent toutes les épreuves. Mais les organisateurs décident de laisser la dernière épreuve de course à pied aux seuls Romains (Astérix inclus).
Pour gagner cette dernière épreuve, Astérix et Panoramix élaborent le plan suivant : ils parlent délibérément devant les Romains de préparer une marmite de potion magique, tout en indiquant le lieu où elle se trouve. La nuit venue, les Romains cèdent naturellement à la tentation et volent la potion. Le lendemain, au moment des épreuves, tous les Romains, sauf Astérix, remportent la course à pied. Mais Panoramix proteste en signalant qu'ils ont bu la potion magique et en le prouvant du fait qu'ils ont la langue bleue à cause d'un colorant qu'il a versé dans la marmite. Les Romains étant ainsi disqualifiés pour dopage, Astérix remporte par défaut la course et est sacré champion olympique.
De retour au village, Astérix, au cours du traditionnel banquet, avoue à Panoramix qu'il a remis sa palme à quelqu'un qui « en avait plus besoin que lui », à savoir l'athlète Cornedurus, lequel, à Rome, est félicité par Jules César qui le fait centurion.

## Personnages principaux
- Les habitants du village gaulois, dont : 
  - Astérix, guerrier,
  - Obélix, livreur de menhir,
  - Idéfix, chien d'Obélix,
  - Agecanonix, vieillard,
  - Abraracourcix, chef du village,
  - Panoramix, druide,
  - Bonemine, épouse d'Abraracourcix,
  - Cétautomatix, forgeron,
  - Assurancetourix, barde ;
- Les Romains du camp d'Aquarium, dont :
  - Deprus, légionnaire,
  - Claudius Cornedurus, légionnaire, sélectionné pour participer aux Jeux olympiques,
  - Tullius Mordicus, centurion du camp d'Aquarium ;
- capitaine de bateau ;
- Les pirates, dont : 
  - Barbe-Rouge (non nommé), chef des pirates,
  - Triple-Patte (non nommé), pirate unijambiste disant des citations latines,
  - Baba (non nommé), vigie des pirates ;
- Mixomatos, guide touristique grec à Athènes ;
- Calvados, employé de bureau de change, cousin de Mixomatos ;
- Scarfas, conducteur de char, cousin de Mixomatos ;
- Plexiglas, aubergiste, cousin de Mixomatos ;
- Fécarabos, restaurateur, cousin de Mixomatos ;
- Invinoveritas, aubergiste, cousin de Mixomatos ;
- entraîneur des Romains ;
- Chaussetrus, légionnaire lutteur participant aux Jeux olympiques ;
- Croquemithène, président du sénat olympique, cousin de Mixomatos ;
- Garmonparnas, magistrat olympique ;
- Okéibos, lutteur de Rhodes participant aux Jeux olympiques ;
- frère d'Okéibos.

## Analyse
NOTES
C'est la première fois que le camp d'Aquarium apparaît dans une aventure. Dans Astérix chez les Bretons, le lieu est cité par des Romains qui en proviennent, mais aucune scène ne s'y déroule.
Au bas de la page 29, René Goscinny et Albert Uderzo se sont représentés dans un bas-relief avec, à leurs pieds, une translittération de leurs noms en alphabet grec (ΓΟΣΚΙΝΝΥ, ΥΔΕΡΖΟ) et deux termes grecs sortant de leurs bouches à la manière de phylactères : ΔΕΣΠΟΤΗΣ (despotês) et ΤΥΡΑΝΝΟΣ (turannos), que l'on peut traduire par despote et tyran, deux synonymes en grec ancien, comme s'ils se lançaient des reproches l'un à l'autre.

### Personnages
C'est la première fois qu'Agecanonix, déjà aperçu dans certains précédents albums, est nommé : il fera dès lors partie des personnages récurrents. Il a 93 ans : – J'ai rajeuni de dix ans ! dit-il. – Eh bien, ça te fait quatre-vingt-trois ans et tu devrais être au lit ! lui répond Astérix. Il a participé à la bataille de Gergovie, d'où sa réplique : C'est reparti comme en 52 ! – parodie de la réelle expression « C'est reparti comme en 40 ».
Bien qu'on l'entende parler dans la dernière case, Jules César n'apparaît pas de tout l'album.

### Références à la Grèce antique

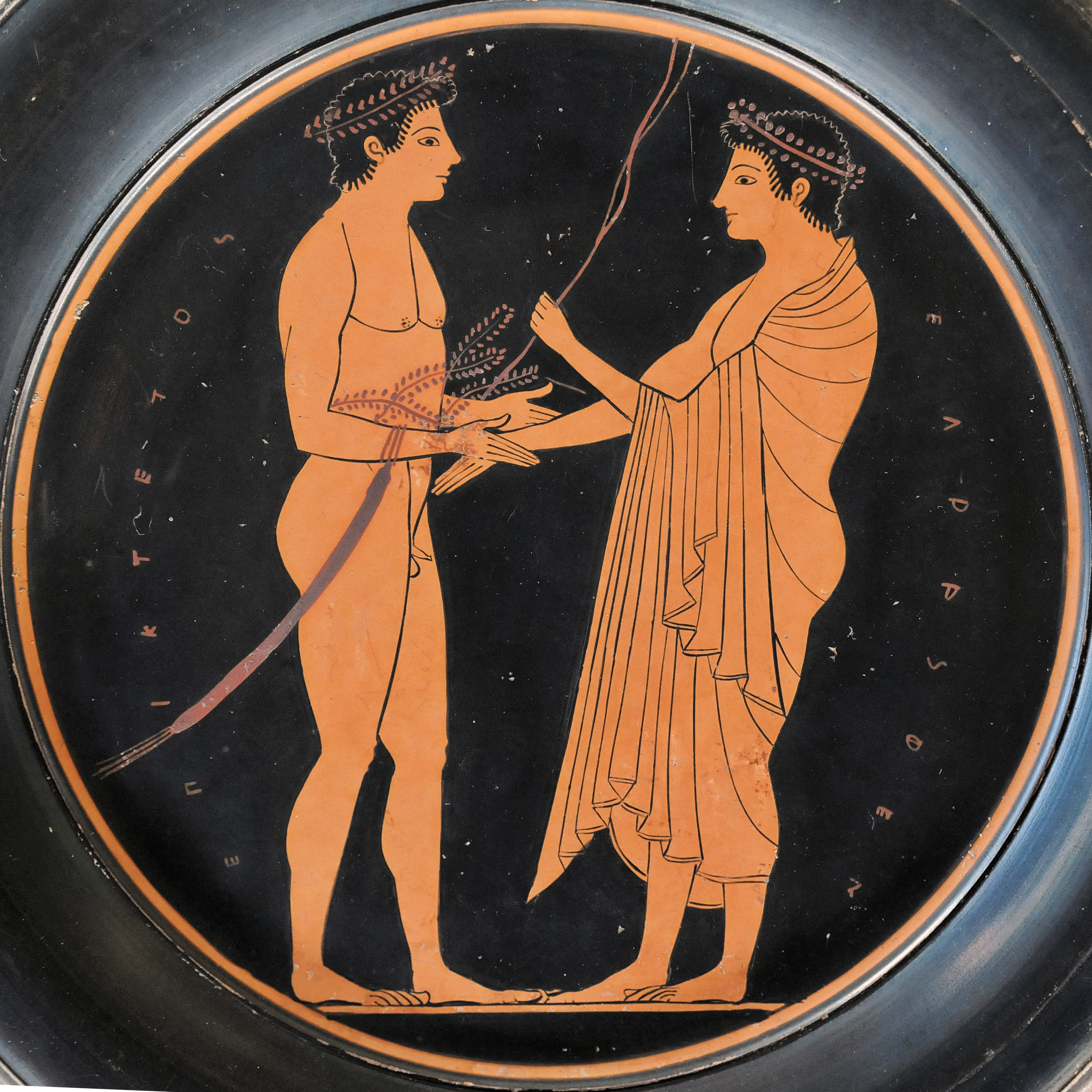
Hellanodice remettant les branches de palmier, tæniae et la couronne d'olivier au vainqueur.
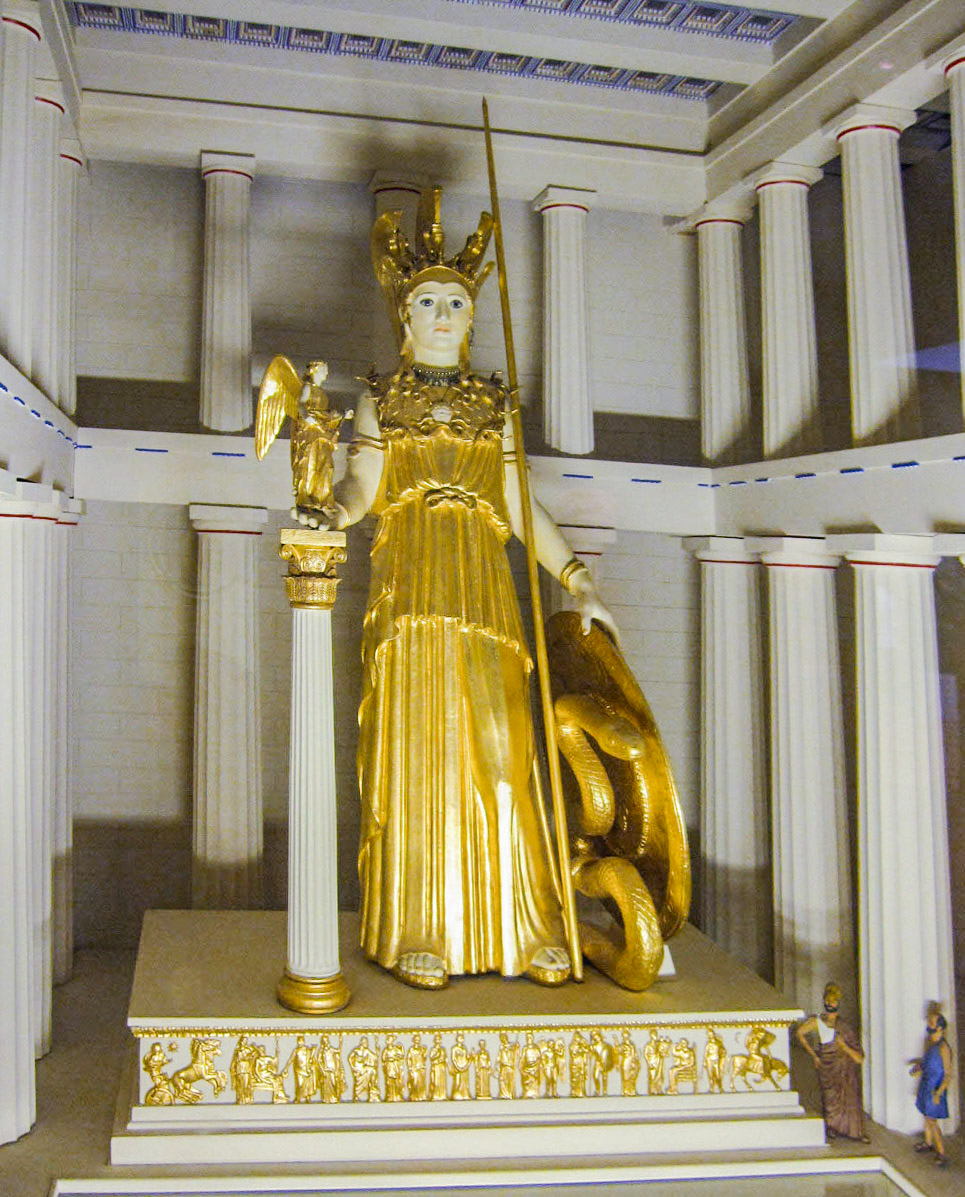
Réplique en taille réduite de la statue d'Athéna Parthénos (Musée royal de l'Ontario).
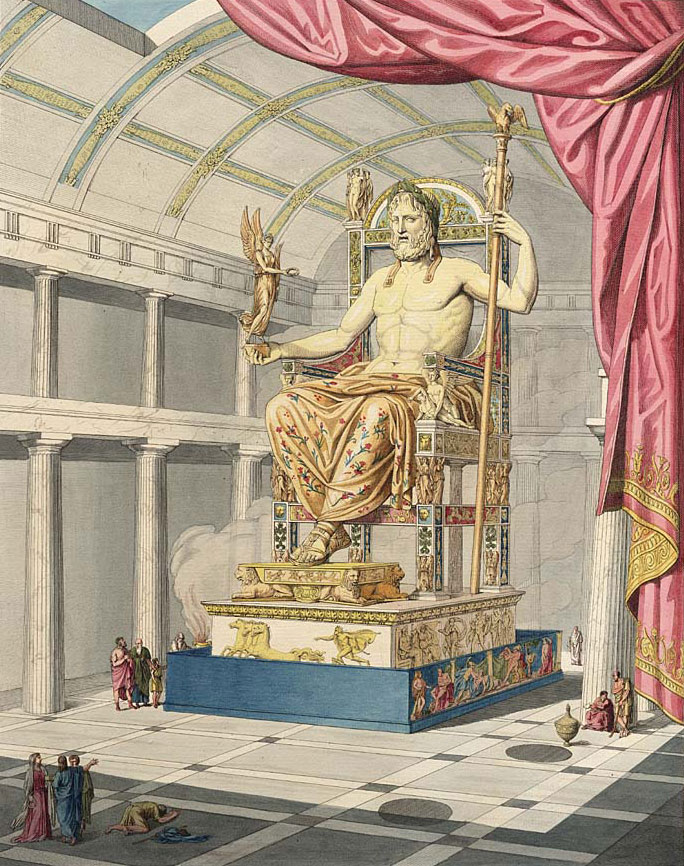
Gravure tirée de Le Jupiter olympien ou l'art de la sculpture antique par Quatremère de Quincy (1815).
Détail du kylix attique Œdipe et le Sphinx.